# Limfjord
Der Limfjord ist ein lang gestreckter Sund zwischen der Halbinsel Jütland und der Insel Vendsyssel-Thy in Dänemark. Das 1500 km² große Gewässer verbindet die Nordsee vor Agger und Thyborøn im Westen mit dem Kattegat vor Hals im Osten. Die Uferlinie misst rund 1000 km. Das Einzugsgebiet erstreckt sich auf über 7500 km², was etwa einem Sechstel der Fläche Dänemarks entspricht. Die westliche Einfahrt zum Limfjord spielte während des Zweiten Weltkriegs eine strategisch wichtige Rolle und wurde durch die Festung Thyborøn gesichert und kontrolliert.
Der östliche Teil zwischen Aalborg und Hals ist über 30 Kilometer flussartig eng und heißt Langerak, der westliche Teil ist wesentlich breiter. Dort befinden sich mehrere Inseln, darunter Mors, Fur, Venø und Jegindø. Größere Halbinseln sind Himmerland im Osten sowie Salling und Thyholm im Westen.
Der Name leitet sich her vom dänischen Ausdruck limsten für Bryozoen-Kreide, also dem biogenen Kalkstein (65 Mio. Jahre alt), der hier an vielen Stellen zu Tage tritt.

## Städte und Brücken
Größte Stadt und wichtigster Hafen am Limfjord ist Aalborg. Dort führen eine Eisenbahn- und mit  Limfjordsbroen eine Straßenbrücke in den Norden der Stadt, nach Nørresundby. Mit dem Limfjordtunnel wird dort der Sund von einem Autobahntunnel unterquert. Weitere Brücken im Limfjord sind von West nach Ost Oddesundbroen in der Struer Kommune, Vilsundbroen zwischen Mors und Thy, Sallingsundbroen bei Nykøbing Mors und Aggersundbroen bei Løgstør.

## Salzgehalt und Fischerei
Die Landzungen Agger Tange und Harboøre Tange im Westen waren zwischen 1100 und 1825 miteinander verbunden. 700 Jahre lang lagen die größten Bereiche des Limfjords also weit vom Meerwasser (des Kattegats) entfernt; durch Regen und Flusswasser wiesen seine west- und südlichen Bereiche Brackwasser auf.
Durch die Februarflut 1825 wurde die Landzunge zur Nordsee zerstört und es bildete sich der Aggerkanal, der aber im weiteren Verlauf wieder versandete und in den 1870er Jahren geschlossen wurde. Seit einem weiteren Durchbruch bei einer Sturmflut 1862 verbindet der sogenannte Thyborøn-Kanal Limfjord und Nordsee. Die Ortschaften am Limfjord profitierten vom Durchbruch zur Nordsee, weil der Seehandel neue Perspektiven bot. Dagegen verloren die Fischer im westlichen Teil ihre Brackwasserfischgründe, denn als Folge des Durchbruches erhöhte sich der Salzgehalt im westlichen Limfjord.
Die Salinität fällt messbar in Richtung der Seitenarme ab. Sie beträgt im Nissum Bredning 31,4 PSU (3,1 %), im Skive Fjord bei Skive nur 26,2 PSU (2,6 %). Im Vergleich dazu erreicht der Salzgehalt der nördlichen Nordsee 3,5 %. Der örtliche Salzgehalt kann auch von den vorherrschenden Windrichtungen beeinflusst werden, z. B. wenn salzärmeres Oberflächenwasser in Buchten gedrückt wird und am entgegengesetzten Ufer kälteres (und salzigeres) Tiefenwasser aufströmen kann.
Heute ist der Limfjord besonders für den Muschelfang bekannt. Miesmuscheln werden für den heimischen Markt und den Export gefangen. Von den 65 dänischen Lizenzen zur Muschelfischerei beziehen sich 51 auf den Limfjord. Darüber hinaus finden sich im Limfjord die letzten dänischen Austernbänke, es handelt sich um eines der nördlichsten Vorkommen in Europa. Günstig sind Wassertemperaturen über 18 Grad am Gewässerboden; allerdings verlangsamen die oft niedrigeren Temperaturen das Wachstum und beeinflussen damit das Aroma positiv.
2014 litt der Limfjord so stark wie nie zuvor unter Sauerstoffmangel. Rund 30 Prozent des Gewässers waren betroffen. Ursache ist vor allem der starke Eintrag von Nährstoffen aus der Landwirtschaft, aber auch der Anstieg der Meerestemperatur.

## Kulturlandschaft
Der Limfjord und die angrenzenden Landschaften haben viele Künstler angeregt. Unter den Schriftstellern sind hier besonders zu nennen J. P. Jacobsen (1847–1885), Jeppe Aakjær (1866–1930), Johannes V. Jensen (1873–1950), Thøger Larsen (1875–1928), Johannes Buchholtz (1882–1940), Hans Kirk (1898–1962) und Aksel Sandemose (1899–1965).

## Technik
Über den Limfjord führen zwei Freileitungen hinweg (Limfjord-Freileitungskreuzung 1 und Limfjord-Freileitungskreuzung 2).

## Bildergalerie

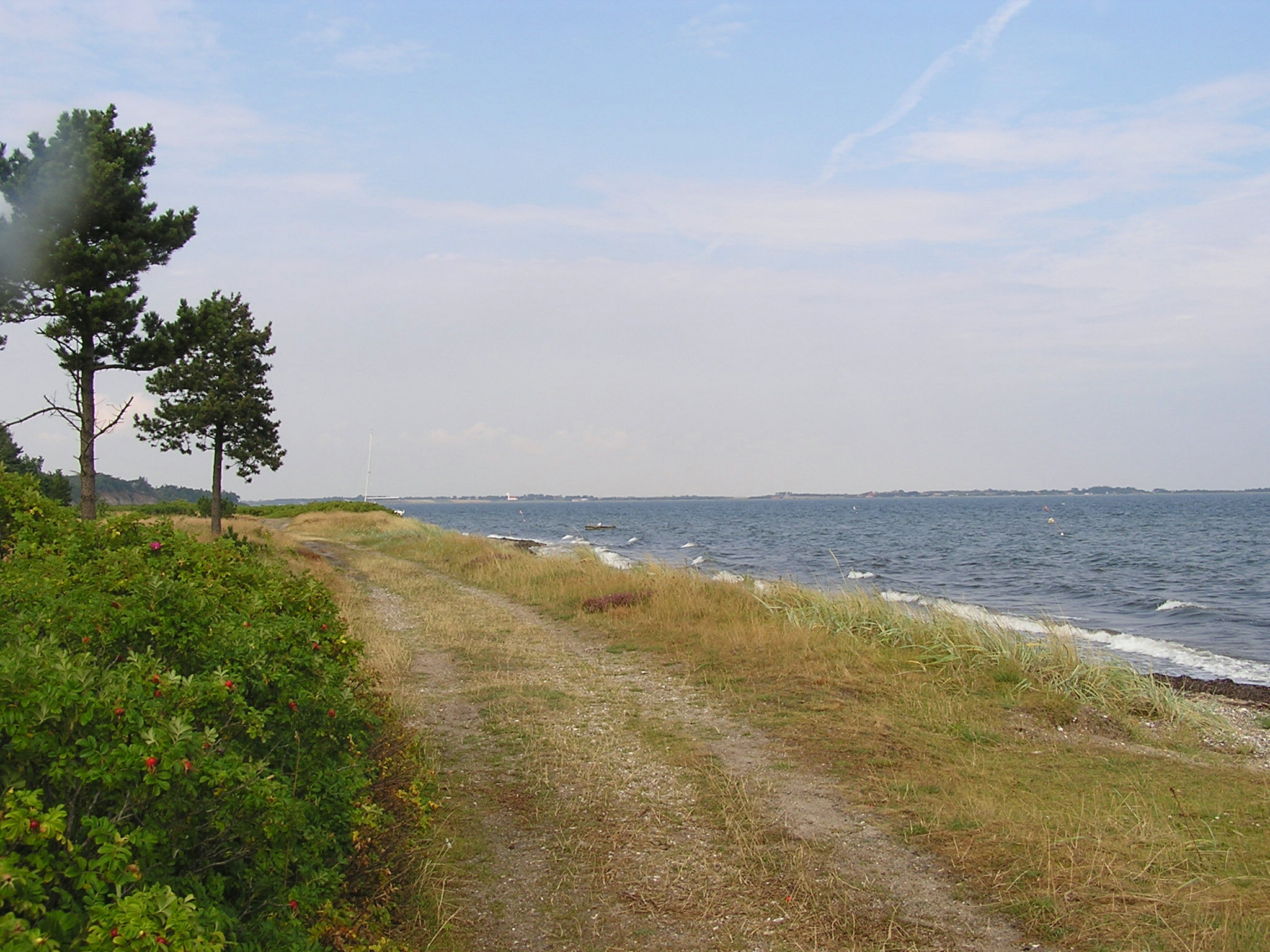
Odby Bugt
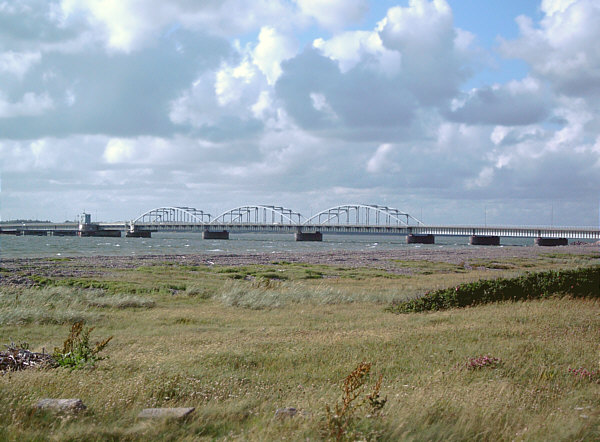
Oddesundbroen in der Struer Kommune
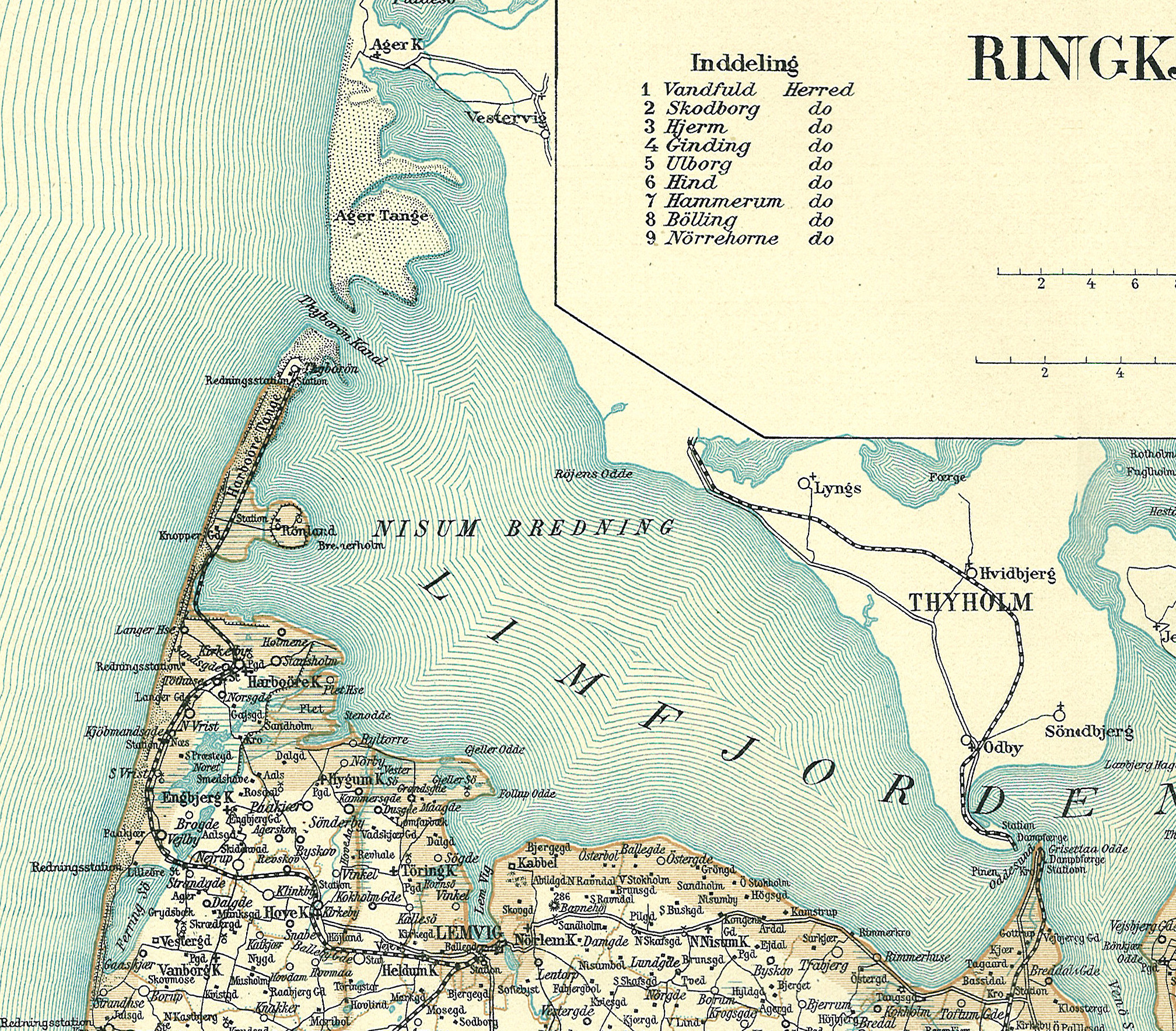
Der Westteil
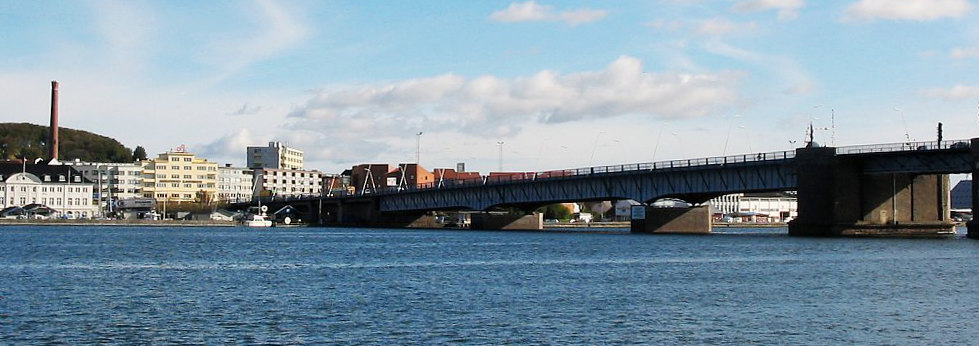
Limfjordsbroen zwischen Aalborg und Nørresundby
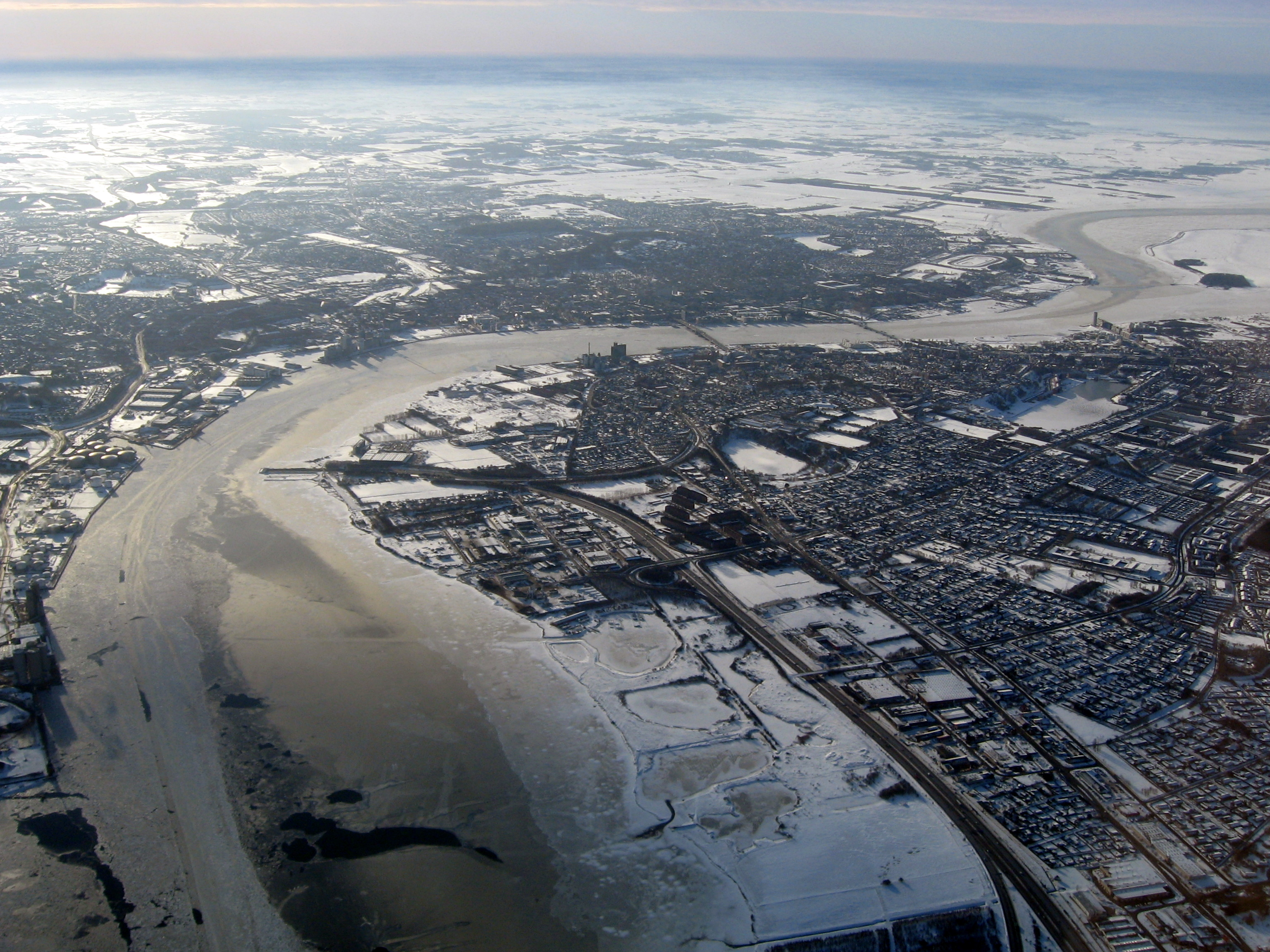
Aalborg im Winter 2010
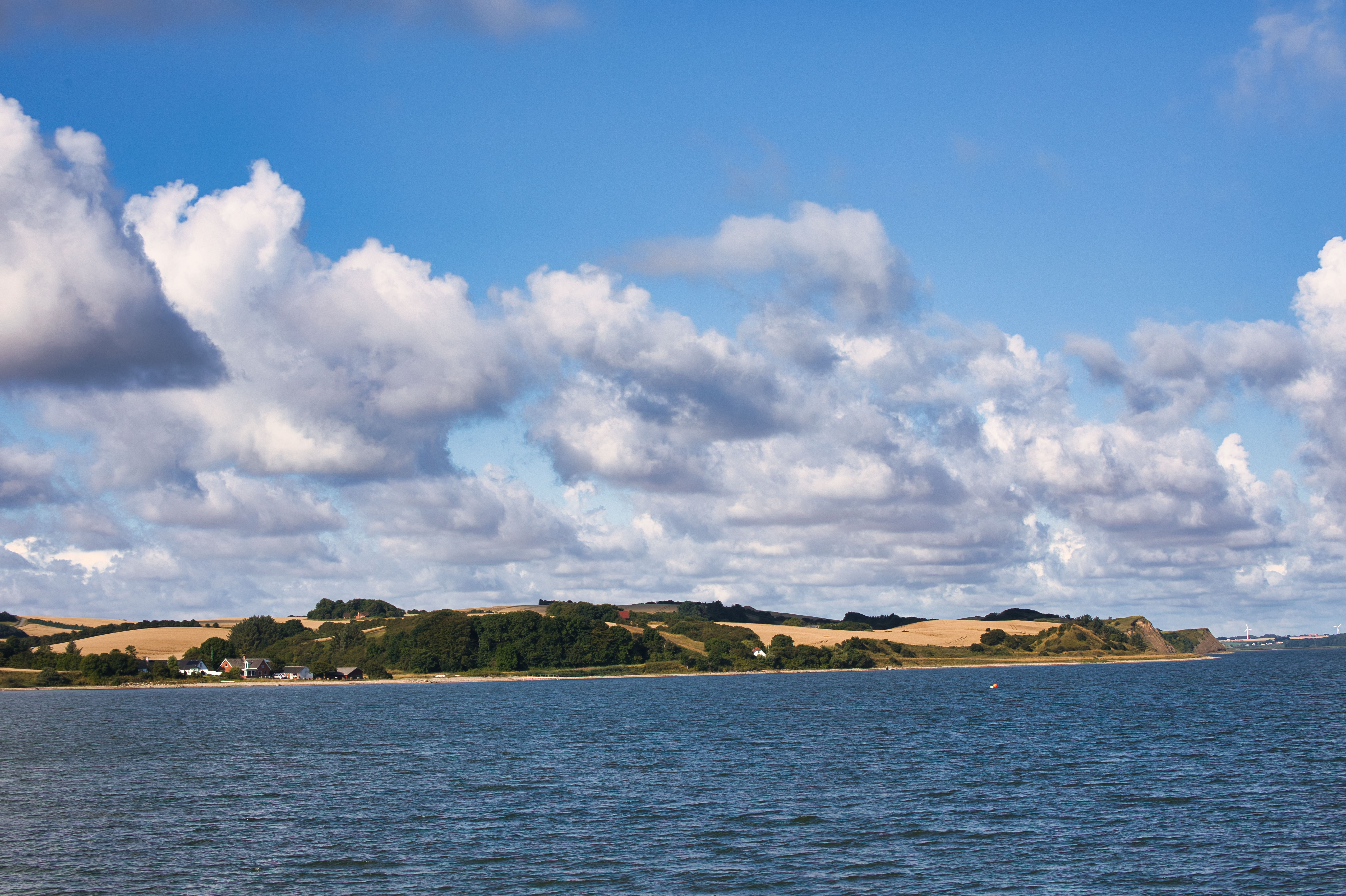
Blick über den Limfjord von Mors